# Sylviane Agacinski
Pour les articles homonymes, voir Agacinski.

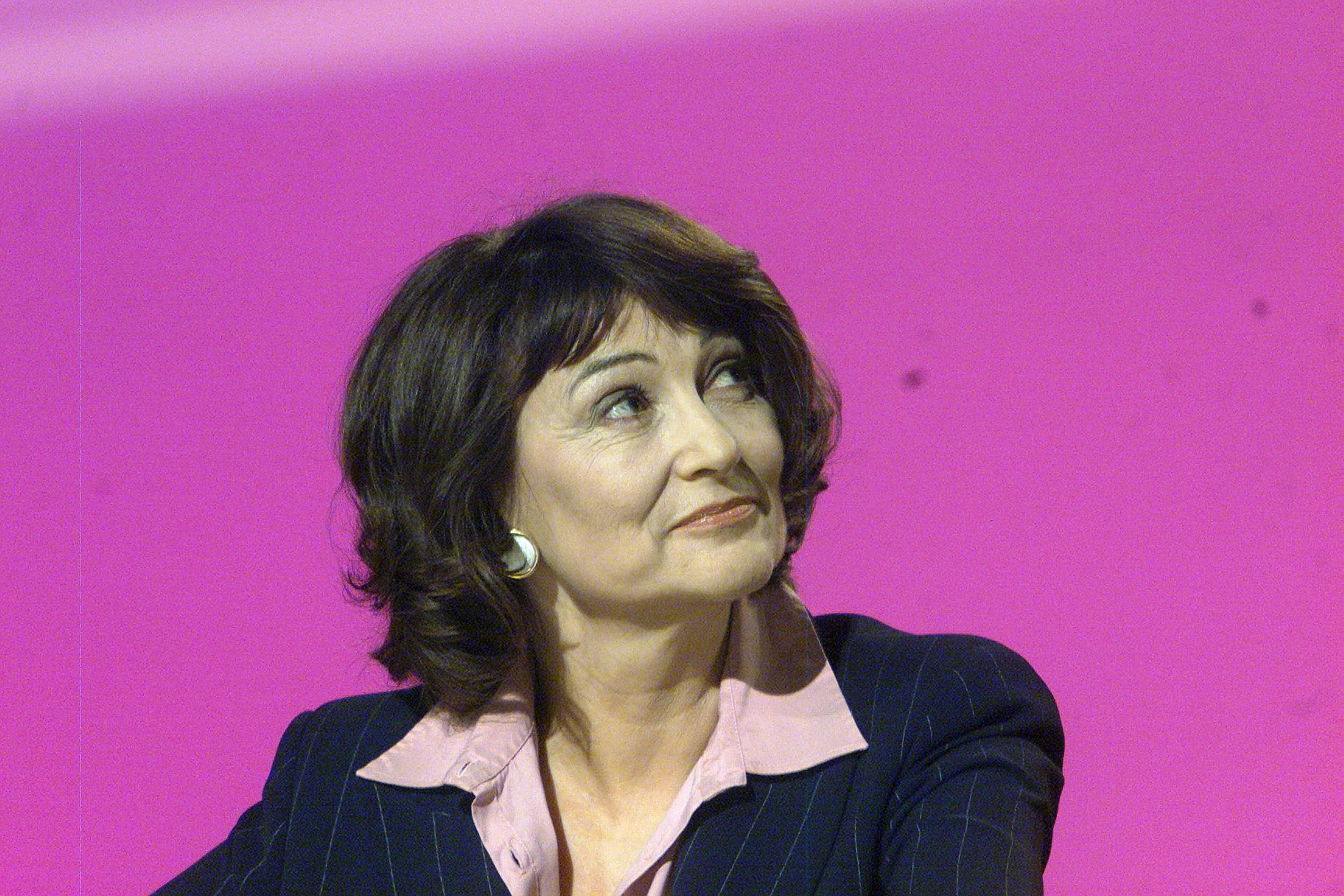
Sylviane Agacinski en 2002.

Sylviane Agacinski [aɡazɛ̃ski] est une philosophe française, née le 4 mai 1945 à Nades, dans l'Allier. Elle est élue à l'Académie française le  1er juin 2023.

## Biographie

### Famille
Sylviane Agacinski est la fille d’Henri Agacinski, ingénieur des Travaux publics de l'État (au Service des Mines), lui-même fils d'un immigré polonais, mineur de fond, ayant quitté Potsdam en 1918, et de Raymonde Lejeune ; elle est la sœur de la comédienne et documentariste Sophie Agacinski.

### Formation
Après une licence de philosophie obtenue à l'université de Lyon, où elle suit notamment les cours de Gilles Deleuze et d'Henri Maldiney, elle poursuit ses études à la Sorbonne, est reçue successivement au concours du CAPES et à l'agrégation de philosophie.

### Vie personnelle et parcours professionnel
Elle est la compagne de l'écrivain Jean-Noël Vuarnet (1945-1996) et devient journaliste à Paris Match qu'elle quitte après le limogeage d'André Théron à la tête du magazine. Elle participe à Mai 68.
Elle enseigne en 1972 au lycée de Soissons et au lycée Carnot de Paris, entre 1978 et 1990, en classes préparatoires aux écoles de commerce.
En 1984, elle a un fils, Daniel, né de sa relation avec Jacques Derrida. Cette naissance lui fait réviser sa lecture de Simone de Beauvoir et bouleverse ses conceptions théoriques.
En 1991, elle est affectée comme professeur agrégée à l’EHESS, qu'elle quitte en 2010 lors de sa retraite.
Parallèlement, elle participe à la création, en 1975, du Groupe de recherches sur l'enseignement philosophique (Greph), au côté, notamment, de Jacques Derrida, Jean-Luc Nancy et Sarah Kofman. De 1984 à 1990, elle est directrice de programme au Collège international de philosophie (CIPH), et membre du comité directeur.
Le 30 juin 1994, elle épouse Lionel Jospin avec lequel elle vit depuis 1990. 

### Autres activités
Elle est membre du comité de lecture de la Comédie-française (2011-2015) et du conseil scientifique pour le projet de rénovation du Musée de l’Homme (2013-2014).
Depuis 2009, sur des questions de bioéthique, elle a été auditionnée par l'Assemblée nationale, le Sénat, le Conseil d'État, la Commission nationale consultative des droits de l'Homme, le Conseil économique, social et environnemental (CESE).

### Académie française
En 2023, elle se porte candidate à l'Académie française. Le 1er juin, elle succède à Jean-Loup Dabadie au fauteuil 19, élue au premier tour avec 13 voix sur 23 votants. Le 21 mars 2025, elle fait paraître Porter l'épée ?, dans lequel sont inclus notamment son discours de réception ainsi qu'un discours de Mona Ozouf.
Daniel Garcia, expliquant le fonctionnement des commissions visant à décerner des prix littéraires, raconte : « Les académiciens découvrent, le jour du vote, des lauréats qui n'ont pas forcément leur sympathie, mais qu'ils se voient obligés de plébisciter. Ainsi, dans le cru 2013 des récompenses, Dominique Fernandez s'aperçut avec colère que la « philosophe » réactionnaire Sylviane Agacinski s'était vue décerner le Grand Prix Moron (5 000 euros) pour Femmes entre sexe et genre (Seuil). « Danièle Sallenave et Angelo Rinaldi étaient tout aussi furieux que moi, souligne l'écrivain. Mais nous étions coincés ». »

## Décorations
- Chevalière de la Légion d'honneur le 11 juillet 2025[13].
- Commandeure de l'ordre des Arts et des Lettres (2024)[14]

## Prises de position et controverses
Sylviane Agacinski s'investit dans le débat pour la parité à partir de 1996 (« Citoyennes, encore un effort... », Le Monde du 18 juin). Dans son ouvrage Politique des sexes (Seuil, 1998), elle théorise la nécessité de faire advenir une mixité des sexes dans la représentation nationale et l'espace public pour mettre fin au monopole masculin du pouvoir. La loi tendant à favoriser l'égal accès des femmes et des hommes aux mandats électoraux et fonctions électives est votée en 2000. Elle soutient le projet de Pacte civil de solidarité (PACS) (promulgué en 1999).
En 2013, elle s'exprime contre le projet de loi sur l'ouverture du mariage et de l'adoption aux couples de même sexe car elle s'oppose à l'adoption comme à l'homoparentalité.
Après quatre ans consacrés à son travail de recherche principal (Métaphysique des sexes, Masculin/Féminin aux sources du christianisme), elle entame en 2005 une réflexion sur la pratique des « mères porteuses » (« Mère porteuse ? Le risque d'une nouvelle aliénation », Le Figaro du 7 mars 2005) et s'engage dans une lutte contre diverses formes de marchandisation du corps humain, dont les femmes lui semblent les premières victimes. En 2009, elle pointe dans Corps en miettes l'usage des biotechnologies dans le développement d'un « baby business » américain, peu à peu mondialisé. En 2012, dans la réédition de ce livre, elle dénonce cette partie de la gauche qui se montre prête à accepter la « société de marché » dès qu'il s'agit de la « gestation pour autrui », mais elle est en accord avec une autre partie de la gauche et plus généralement avec un féminisme social. Elle milite au sein du Collectif pour le respect de la personne (CoRp), « collectif pour l'abolition universelle de la maternité de substitution ». Elle voit dans la gestation pour autrui « une forme inédite d'esclavage » qui « s'approprie l'usage des organes d'une femme et le fruit de cet usage ».
Sylviane Agacinski considère que « les femmes ne sont ni une minorité ni un groupe particulier » et que la différence sexuelle divise universellement l'espèce humaine en tant qu'elle est vivante. Dans Femmes entre sexe et genre, elle critique l'idée de Judith Butler selon laquelle la distinction homme/femme est une « binarité artificielle » qui devrait laisser place à une multiplicité de genres.
Dans un essai, publié en juin 2019 et intitulé L'Homme désincarné, à propos de la procréation médicalement assistée ouverte aux couples de femmes et aux femmes seules, elle s'inquiète de l'institutionnalisation d'une filiation fondée uniquement sur la volonté et effaçant l'asymétrie des deux sexes dans la procréation, comme s'ils étaient interchangeables. Elle se demande si l'on doit tout justifier au nom « des intérêts individuels et des demandes sociétales ».
Dans le contexte de ces débats, en octobre 2019, une conférence sur « l'être humain à l'époque de sa reproductibilité technique » prévue à l'université Bordeaux-Montaigne est annulée à la dernière minute à la suite d'une tribune déposée par plusieurs organisations politiques (dont Solidaires étudiant-e-s), qui dénoncent en Sylviane Agacinski une militante « réactionnaire, transphobe et homophobe »,, accusation qu'elle conteste.
Dans Face à une guerre sainte, en 2022, la réflexion sur les relations entre le politique et le religieux conduit Sylviane Agacinski à s'insurger contre « l'intolérable promotion du voilement des femmes » par le prosélytisme islamiste, pratique discriminatoire toujours associée à la « mise sous tutelle des femmes » et incompatible, selon elle, avec le principe d'égalité devant la loi.

## Œuvres
- Aparté. Conceptions et morts de Søren Kierkegaard, Aubier, 1978[25].
- Critique de l'égocentrisme. La question de l'Autre, Galilée, 1994.
- Volume. Philosophie et politique de l'architecture, Galilée, 1996.
- Politique des sexes. Mixité et parité, Seuil, coll. « La Librairie du XXe siècle », 1998 ; coll. « Points, Essais », 2002[26].
- Le Passeur de temps. Modernité et nostalgie, Seuil, coll. « La Librairie du XXe siècle », 2000[27].
- Journal interrompu, 25 janvier-25 mai 2002, Seuil, 2002.
- Métaphysique des sexes. Masculin/féminin aux sources du christianisme, Seuil, 2005 ; coll. « Points, Essais », Seuil, 2007  (ISBN 2-7578-0288-7).
- Engagements, Seuil, 2007.
- Drame des sexes. Ibsen, Strindberg, Bergman, Seuil, coll. « La Librairie du XXIe siècle », 2008.
- Corps en miettes, Flammarion, 2009.
- Femmes entre sexe et genre, Seuil, 2012.
- Le Tiers-corps : réflexions sur le don d'organes, Seuil, 2018, 240 p. (ISBN 978-2-02-139359-0).
- L’Homme désincarné. Du corps charnel au corps fabriqué, Gallimard, coll. « Tracts », 2019[28].
- Face à une guerre sainte, Seuil, coll. « La Librairie du XXIe siècle », 2022.

### Participation à des ouvrages collectifs (sélection)
- Nietzsche aujourd'hui ? tome 1, Intensités, actes du colloque de Cerisy-la-Salle, 10-18, 1973.
- Mimesis, Desarticulations, Aubier-Flammarion, 1975 (avec J. Derrida, J-L Nancy, P. Lacoue-Labarthe, Bernard Pautrat, Sarah Kofman).
- Qui a peur de la philosophie, Greph, coll. « Champs », Flammarion, 1977.
- La Puissance maternelle en Méditerranée, Mythes et représentations, dir. Geneviève Dermenjian, Actes Sud/MMSH, 2008.
- La Plus Belle Histoire des femmes, avec Françoise Héritier, Michelle Perrot, Nicole Bacharan, Seuil, 2011.
- Devenir humains, par Yves Coppens et dix auteurs « invités », coll. « Manifeste », Musée de l'Homme/Autrement, 2015.
- Les Marchés de la maternité, dir. Martine Segalen et Nicole Éthea, Odile Jacob, 2021.
- Wittgenstein en France, dir. Pascale Gillot et Élise Marrou, éditions Kimé, 2022.

### Prix littéraires
- 2013 : Grand prix Moron de l'Académie française pour Femmes entre sexe et genre.
- 2018 : Prix Pauwels pour Le Tiers-corps.
- 2023 : Prix des députés (Journée du livre politique) pour Face à une guerre sainte.